# Hoko přílbový
Hoko přílbový (Pauxi pauxi) je hrabavý ptáky z čeledi hokovití, který se vyskytuje v jihoamerických pralesích. Je mohutným příbuzným bažantů, pávů či křepelek.
Své jméno dostal od zvláštní modravě šedé přilby před očima. Ta je v oblasti výskytu loveckou trofejí. Obě pohlaví mají obvykle černé tělo, ale vzácně lze narazit i na samičky rezavé s černým pruhováním. Samice hoka přílbového snáší obvykle dvě vejce a jejich inkubace trvá 30–34 dní.

## Ekologie
Největší aktivitu vyvíjí za rozbřesku nebo soumraku, kdy v párech či rodinných skupinách hledá potravu. Živí se plody, semeny, pupeny a mladými listy. Na rozdíl od ostatních hrabavých si mláďata neshání potravu samostatně, ale oba rodiče či alespoň matka jim ji nosí. Žije skrytě v podrostu. Při ohrožení se stahuje na strom. Také na noc se uchyluje hřadovat do větví stromů. Vábení samic při toku probíhá formou nabízení potravy v zobáku samce. O mláďata se starají oba rodiče. Partneři si bývají věrní po celý život. Právě tento způsob života se ukázal jako problematický při snahách chovat hoka na maso. Svůj podíl na tom měly i další typické charakteristiky: nevelká snůška a rovněž choulostivost ptáků. Je zajímavé, že snaha chovat tyto ptáky pro lidské potřeby na maso se objevila krátce po jejich objevení Evropany.

## Rozšíření
Hoko přílbový se ve volné přírodě vyskytuje převážně v hustých mlžných lesích na území Jižní Ameriky, zejména pak na severovýchodě Kolumbie a severozápadě Venezuely.

## Ohrožení
Své jméno dostal od zvláštní modravě šedé přilby před očima. Ta je v oblasti výskytu loveckou trofejí, z níž se vyrábějí šperky. Početní stavy hoků však neklesají jen kvůli tomu. Loven je také pro chutné maso a ohrožuje ho i nelegální obchod s drogami – horské lesy, kde žije, jsou totiž káceny, aby na jejich místě mohly vzniknout plantáže koky. Dochází tak ke ztrátě jejich přirozeného prostředí.
Hoko přílbový je proto na Červeného seznamu IUCN zařazen do kategorie ohrožených druhů.

## Chov v zoo
Hoko přílbový nejenže patří mezi ohrožené druhy, ale taky mezi druhy v lidské péči relativně málo chované a zejména odchovávané. V Česku je v současnosti chován jen ve dvou zoologických zahradách, a to v Zoo Hluboká a v Zoo Praha. Na Slovensku pak od roku 2016 v Zoo Bojnice a od roku 2021 v Zoo Košice . V minulosti patřily k chovatelům tohoto opeřence krátkodobě také zoo ve Dvoře Králové nad Labem a v Plzni. V celé Evropě jej lze nalézt zhruba v pěti desítkách zoologických zařízení, zejména v Německu a Anglii.

### Chov v Zoo Praha
Chov v Zoo Praha započal v roce 2012, kdy přišel jeden samec a dvě samice. Jednalo se o zvířata původem z německého Erfurtu, kde se oba rodiče vylíhli v roce 2010. Získáni však byli roku 2012 ze Zoo Plzeň. První úspěšný odchov, který se stal dokonce vůbec prvním odchovem na území Česka, (a potažmo celého někdejšího Československa) se datuje teprve do roku 2016. Dvě mláďata se vylíhla 9. října toho roku. Při předchozích snůškách samice vejce ignorovala, případně je i rozbila. I v roce 2016 bylo z celkových 13 vajec pět rozbito. O dvě živě narozená mláďata se však jejich matka začala vzorně starat, a tak se podařilo odchovat jednoho samce a jednu samici, a výrazně tak obohatit evropský chov. V březnu 2018 byl chován pár. Stejný stav platil i na konci roku 2019.
Hoko přílbový je k vidění ve spodní části zoo, v komplexu voliér u pavilonu tučňáků.